# Gonzalo Güell
Gonzalo Güell y Morales de los Ríos (ur. 16 lutego 1895 w Hawanie, zm. 16 września 1985 w Coral Gables) – kubański polityk i dyplomata pochodzenia kastylijskiego, premier Kuby od 12 marca 1958 do 1 stycznia 1959.
Jego rodzicami byli Rosa Morales de los Ríos y Otero oraz Gonzalo Güell y Alfonso. Z wykształcenia był prawnikiem. Od 1920 służył w kubańskiej dyplomacji, początkowo m.in. jako akredytowany w Waszyngtonie, chargé d’affaires w brazylijskim Rio de Janeiro i Norwegii, a od 1947 ambasador w Meksyku. Od 1949 do 1953 był stałym przedstawicielem Kuby przy ONZ. W 1956 powołany na stanowisko ministra spraw zagranicznych. Dwa lata później przejął funkcję premiera. 1 stycznia 1959 był jedną z 40 osób, które razem z prezydentem Fulgencio Batistą wyleciały z Hawany, uciekając przed zwyciężającymi siłami Fidela Castro (wcześniej zdobył w imieniu Batisty zezwolenie na lądowanie na terenie Dominikany). Przebywał krótko w Hiszpanii, po czym w 1961 przeniósł się na Florydę, gdzie pracował jako nauczyciel hiszpańskiego i bibliotekarz w szpitalu. Zmarł w wieku 90 lat.
W 1958 spotkał się z amerykańskim szefem dyplomacji Johnem Fosterem Dullesem, co było ostatnim spotkaniem tak wysokich przedstawicieli Kuby i USA aż do roku 2015.
Był trzykrotnie żonaty, dwoma z jego żon były Francisca Pubill oraz Juana Inigo. Nie doczekał się potomstwa.